# Klíšský potok
Klíšský potok je levostranný přítok řeky Bíliny v Ústeckém kraji. Hydrologicky náleží do povodí Labe. Je dlouhý 13,92 km, plocha jeho povodí měří 40,2 km² a průměrný průtok v ústí je 0,31 m³/s. Jeho správcem je státní podnik Povodí Ohře.

## Průběh toku

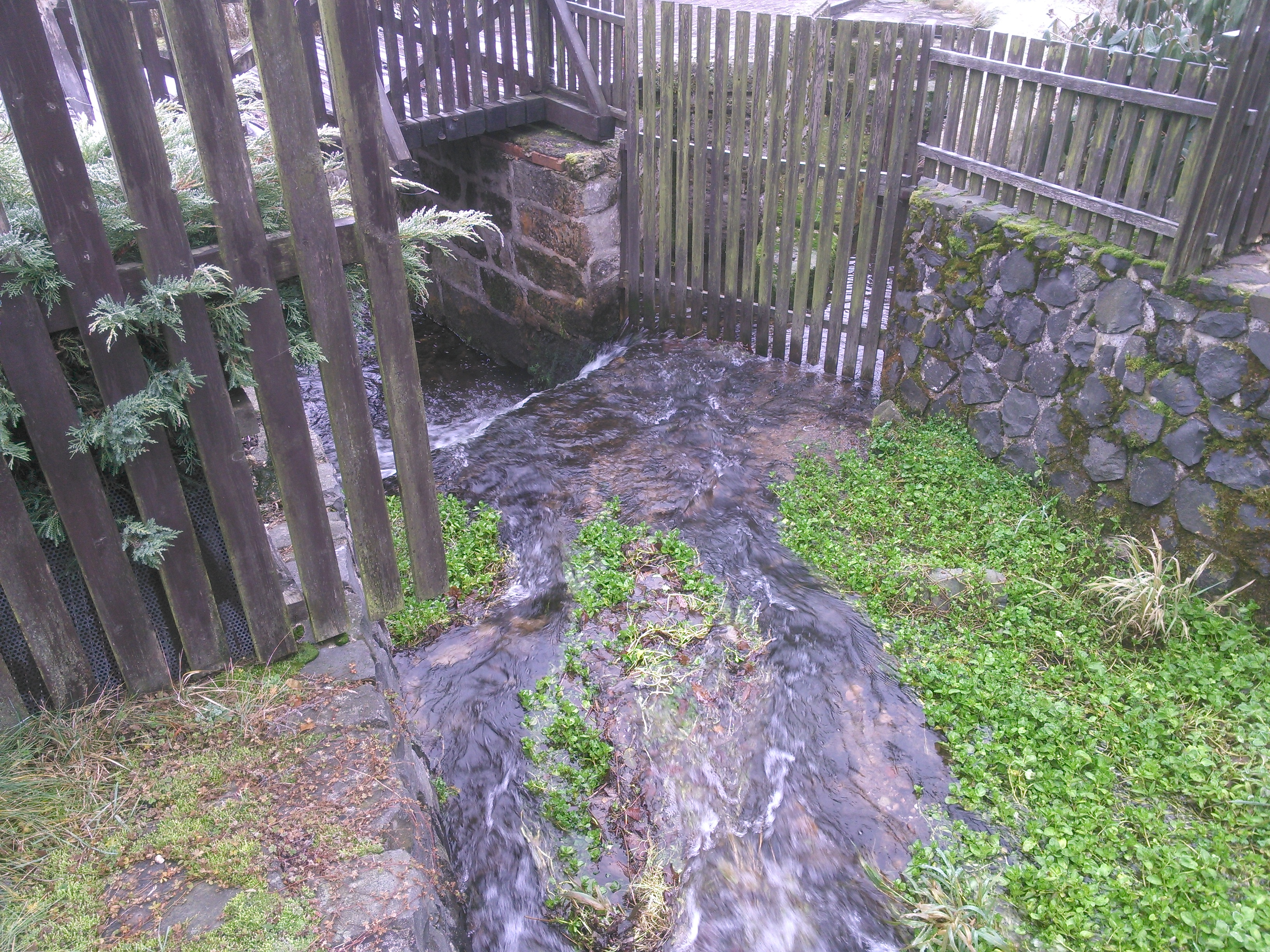
Umělým rozvodím (za plotem) se kamenným blokem od Jílovského potoka odděluje podstatně menší Klíšský potok.

Klíšský potok vzniká v nadmořské výšce 447 metrů v obci Libouchec,[zdroj⁠?!] kde se odděluje od Jílovského potoka pomocí umělého rozvodí. Ten pramení v oblasti Nakléřovského průsmyku v nadmořské výšce 711 metrů. Necelých tři sta metrů pod pramenem překračuje propustkem silnici 248 a protéká nad tunelem Panenská (dálnice D8). Poté se dostává do hlubšího údolí, ve kterém vtéká do obce Libouchec, kde se od odděluje. Zatímco Jílovský potok míří na východ do Jílového a Děčína, kde se vlévá do Labe, tak Klíšský potok dále pokračuje po loukách, pod silnicí I/13 a železniční tratí Děčín – Oldřichov u Duchcova, jižně od stanice Malé Chvojno. Dále kolem vsi Žďár a přes obec Strážky. Poté se již dostává na území krajského města Ústí nad Labem, konkrétně v místní části Božtěšice. Dále potok kopíruje ulici Vinařskou a před fotbalovým stadionem se dostává do tunelu. Tunel měří asi dva kilometry a za Městskými lázněmi potok opět vytéká na povrch. Po několika desítkách metrů podtéká kanálem novou správní budovu Spolchemie a následuje další, tentokrát již pouze 300metrový tunel pod železniční stanicí Ústí nad Labem západ. Za tímto tunelem Klíšský potok končí a vlévá se zleva do Bíliny.

## Přítoky

### Levé
- Žďárský potok
- Ptačí potok
- Chuderovský potok

### Pravé
- Bílý potok

Dále má Klíšský potok několik bezejmenných přítoků z levé i pravé strany.